# Levi Colwill
Levi Lemar Samuel Colwill (Southampton, 26 febbraio 2003) è un calciatore inglese, difensore del Chelsea e della nazionale inglese.

## Caratteristiche tecniche
Difensore centrale mancino con grandi qualità tecniche, è un valore aggiunto in impostazione e nella manovra della squadra. Per queste caratteristiche ricorda Bastoni, un difensore palla al piede molto forte. In difesa è attento e preciso negli interventi, destinato ad ottenere ottimi risultati nel corso della sua carriera.
Nell'ottobre del 2023, è stato incluso nella lista dei 25 finalisti del premio European Golden Boy, assegnato dal quotidiano Tuttosport al miglior giocatore Under-21 militante in un campionato europeo.

## Carriera

### Club
Giovanili nel Chelsea e vari prestiti
Cresciuto nel settore giovanile del Chelsea, il 25 giugno 2021 viene ceduto in prestito all'Huddersfield Town in Championship. Esordisce in EFL Cup il 1º agosto nella primo turno lo Sheffield Wednesday (4-2 ai rigori). In campionato debutta sei giorni dopo nel pareggio esterno contro il Derby County (1-1). Trova il primo gol alla quarta di campionato contro lo Sheffield United (2-1). A fine campionato gioca 32 partite, compresa la finale dei play-off contro il Nottingham Forest dove è autore dell'autogol della sconfitta (0-1).
Il 5 agosto 2022 passa in prestito al Brighton. Il 7 agosto successivo ha esordito in Premier League, contro il Manchester United (1-2). Gioca la prima da titolare, in campionato, il 13 novembre nella sconfitta interna contro l'Aston Villa (1-2). Conclude la sua esperienza al Brighton con 22 presenze.
Ritorno al Chelsea
Nell'estate 2023 fa ritorno alla base, stabilendosi subito come titolare esordendo con i Blues il 13 agosto nel pareggio per 1-1 allo Stamford Bridge contro il Liverpool. Il 3 dicembre 2023 segna il suo primo goal con i Blues nella vittoria contro il Brighton per 3-2 in Premier League. Il 28 maggio 2025 subentra nella finale di Conference League vinta per 4-1 contro il Real Betis, contribuendo cosi al suo primo trofeo con i Blues. 

### Nazionale
Dopo avere rappresentato le nazionali giovanili inglesi, nell'estate 2023 vince il Campionato Europeo Under-21, disputando cinque delle sei partite, tutte da titolare, compresa la finale. Il 31 agosto 2023 viene convocato per la prima volta in nazionale maggiore. Esordisce con la massima selezione inglese il 13 ottobre seguente nel successo per 1-0 in amichevole contro l'Australia.

## Statistiche

### Presenze e reti nei club
Statistiche aggiornate al 26 febbraio 2025.
| Stagione        | Squadra           | Campionato      | Campionato | Campionato | Coppe nazionali | Coppe nazionali | Coppe nazionali | Coppe continentali | Coppe continentali | Coppe continentali | Altre coppe | Altre coppe | Altre coppe | Totale | Totale |
| Stagione        | Squadra           | Comp            | Pres       | Reti       | Comp            | Pres            | Reti            | Comp               | Pres               | Reti               | Comp        | Pres        | Reti        | Pres   | Reti   |
| --------------- | ----------------- | --------------- | ---------- | ---------- | --------------- | --------------- | --------------- | ------------------ | ------------------ | ------------------ | ----------- | ----------- | ----------- | ------ | ------ |
| 2021-2022       | Huddersfield Town | FLC             | 29+2       | 2+0        | FACup+CdL       | 0+1             | 0               |                    | -                  | -                  |             | -           | -           | 32     | 2      |
| 2022-2023       | Brighton          | PL              | 17         | 0          | FACup+CdL       | 2+3             | 0               |                    | -                  | -                  |             | -           | -           | 22     | 0      |
| 2023-2024       | Chelsea           | PL              | 23         | 1          | FACup+CdL       | 2+7             | 0               |                    | -                  | -                  |             | -           | -           | 32     | 1      |
| 2024-2025       | Chelsea           | PL              | 26         | 2          | FACup+CdL       | 0+0             | 0+0             | UECL               | 0                  | 0                  | -           | -           | -           | 26     | 2      |
| Totale Chelsea  | Totale Chelsea    | Totale Chelsea  | 49         | 3          |                 | 9               | 0               |                    | -                  | -                  |             | -           | -           | 58     | 3      |
| Totale carriera | Totale carriera   | Totale carriera | 97         | 5          |                 | 15              | 0               |                    | -                  | -                  |             | -           | -           | 112    | 5      |

### Cronologia presenze e reti in nazionale
| Cronologia completa delle presenze e delle reti in nazionale ― Inghilterra | Cronologia completa delle presenze e delle reti in nazionale ― Inghilterra | Cronologia completa delle presenze e delle reti in nazionale ― Inghilterra | Cronologia completa delle presenze e delle reti in nazionale ― Inghilterra | Cronologia completa delle presenze e delle reti in nazionale ― Inghilterra | Cronologia completa delle presenze e delle reti in nazionale ― Inghilterra | Cronologia completa delle presenze e delle reti in nazionale ― Inghilterra | Cronologia completa delle presenze e delle reti in nazionale ― Inghilterra |
| Data                                                                       | Città                                                                      | In casa                                                                    | Risultato                                                                  | Ospiti                                                                     | Competizione                                                               | Reti                                                                       | Note                                                                       |
| -------------------------------------------------------------------------- | -------------------------------------------------------------------------- | -------------------------------------------------------------------------- | -------------------------------------------------------------------------- | -------------------------------------------------------------------------- | -------------------------------------------------------------------------- | -------------------------------------------------------------------------- | -------------------------------------------------------------------------- |
| 13-10-2023                                                                 | Londra                                                                     | Inghilterra                                                                | 1 – 0                                                                      | Australia                                                                  | Amichevole                                                                 | -                                                                          | 34’                                                                        |
| 7-9-2024                                                                   | Dublino                                                                    | Irlanda                                                                    | 0 – 2                                                                      | Inghilterra                                                                | UEFA Nations League 2024-2025 - 1º turno                                   | -                                                                          | 76’                                                                        |
| 10-9-2024                                                                  | Londra                                                                     | Inghilterra                                                                | 2 – 0                                                                      | Finlandia                                                                  | UEFA Nations League 2024-2025 - 1º turno                                   | -                                                                          | 61’                                                                        |
| 10-10-2024                                                                 | Londra                                                                     | Inghilterra                                                                | 1 – 2                                                                      | Grecia                                                                     | UEFA Nations League 2024-2025 - 1º turno                                   | -                                                                          |                                                                            |
| 10-6-2025                                                                  | West Bridgford                                                             | Inghilterra                                                                | 1 – 3                                                                      | Senegal                                                                    | Amichevole                                                                 | -                                                                          | 30’                                                                        |
| Totale                                                                     |                                                                            | Presenze                                                                   | 5                                                                          |                                                                            | Reti                                                                       | 0                                                                          |                                                                            |

## Palmarès

### Club
- UEFA Conference League: 1

Chelsea: 2024-2025
- Coppa del mondo per club: 1

Chelsea: 2025

### Nazionale
- Campionato d'Europa Under-21: 1

Romania-Georgia 2023

### Individuale
- Squadra del torneo degli Europei Under-21:

Romania-Georgia 2023